# ERATO
ERATO（えらとー、英：Exploratory Research for Advanced Technology）は、国立研究開発法人科学技術振興機構が実施する戦略的創造研究推進事業におけるプログラムの一つである。ERATOは「加藤核内複合体プロジェクト」「四方動的微小反応場プロジェクト」「伊丹分子ナノカーボンプロジェクト」等で研究不正・資金不正が発覚しており、研究不正の温床となっている現実がある。

## 概要
今後の科学技術イノベーションの創出につながる、社会・産業ニーズに対応した新技術を創出することを目的として、戦略重点科学技術に重点化した分野における課題解決型基礎研究を推進している。
能力と先取性のある研究リーダー（研究総括）を選出し、研究総括の所属する既存機関から独立して運営される研究拠点を設置している。機関・分野を超えた幅広い人材を揃えた”「人」中心の研究システム”にて研究が実施されており、プロジェクト名は必ず研究総括の名前を冠している。

## 沿革
- 1981年　創造科学技術推進事業（ERATO）として発足（当時　新技術開発事業団）
- 2002年　戦略的創造研究推進事業　ERATOプログラムとして再編成

## 特徴
既存の研究の延長線上や大規模化ではない、新たな視点を盛り込んだ挑戦的なもので、10～15年後に新たな科学技術分野への展開や、新産業の創出が期待できる革新的な科学技術の芽あるいは将来の新しい流れを生み出す研究を実施している。
研究総括と、組織を越えた研究員の参加による人を中心とした時限プロジェクト制であり、研究総括はプロジェクトの研究活動そのものを指揮する。
研究実施場所は、研究総括の所属機関によらず、必要に応じてリサーチパーク、民間研究機関、大学等に新たに設置され、組織や学問領域を越えて研究員を結集し、研究を実施する。

## 研究不正・資金不正
ERATOは「加藤核内複合体プロジェクト」「四方動的微小反応場プロジェクト」「伊丹分子ナノカーボンプロジェクト」等で研究不正・資金不正が発覚している。
- 加藤核内複合体プロジェクト

加藤茂明氏については、同氏が主宰する研究室において論文の不正行為があったことが東京大学において認定されています。
- 四方動的微小反応場プロジェクト

本プロジェクトにおいて、研究総括による業者へのいわゆる預け金などによる研究費の不正使用が行われていた。
- 伊丹分子ナノカーボンプロジェクト

将来の半導体の材料として期待される炭素素材「グラフェンナノリボン」の合成に関する内容に関して、科学誌ネイチャーで発表した論文が撤回された。ネイチャーの発表によると、物質の分子量を調べる「質量分析」の実験結果に不自然な点があった上、基となったデータを確認できなかった。

## プログラムの骨子
以下の骨子をもってプログラムが運営されている。
- 研究期間：約5年間
- 研究費：15億円を上限とした必要額
- 推進体制：プロジェクト制。所属機関とは別にプロジェクトを立ち上げる
- 研究実施場所：大学、リサーチパーク、民間研究機関等から借用
- 研究領域：戦略目標のもとに科学技術振興機構が研究領域を設定

## 選考
大学、公的研究機関、民間企業研究開発部門等に所属し研究開発経験のある個人による推薦（推薦公募）を基に選考を行うという、他の競争的資金と比べて非常にユニークな公募方法を実施している。（自薦は不可）
推薦された候補者リストを母集団とし、外部の専門家等による選考審査を実施したうえで研究総括が選定される。なお選考の過程で候補者には研究構想の提案が求められ、提出された研究構想のピア・レビューが行われる 。

## 実施されたプロジェクトと研究総括
実施年度別のプロジェクト及び研究総括は以下の通り。

### 2010-2015
| - 彌田超集積材料 彌田（いよだ） 智一 | - 香取創造時空間 香取秀俊 | - 竹内バイオ融合 竹内昌治 | - 東山ライブホロニクス 東山哲也 | - 村田脂質活性構造 村田道雄 |

### 2009-2014
| - 末松ガスバイオロジー 末松誠       | - 伊藤グライコトリロジー 伊藤幸成 | - 高柳オステオネットワーク 高柳広 | - 四方動的微小反応場 四方哲也 | - 湊離散構造処理系 湊真一 |
| - 中嶋ナノクラスター集積制御 中嶋敦 |                                   |                                   |                               |                           |

### 2008-2013
| - 袖岡生細胞分子化学 袖岡幹子 | - 河岡感染宿主応答ネットワーク 河岡義裕 | - 高原ソフト界面 高原淳 | - 岡ノ谷情動情報 岡ノ谷一夫 |  |

### 2007-2012
| - 平山核スピンエレクトロニクス 平山祥郎 | - 五十嵐デザインインタフェース 五十嵐健夫 | - 前中センシング融合 前中一介 | - 北川統合細孔 北川進 | - 中内幹細胞制御 中内啓光 |

### 2006-2011
| - 下田ナノ液体プロセス 下田達也 | - 十倉マルチフェロイックス 十倉好紀 | - 宮脇生命時空間情報 宮脇敦史 | - 橋本光エネルギー変換システム 橋本和仁 |  |

### 2005-2010以前
| - 浅田共創知能システム 浅田稔     | - 上田マクロ量子制御 上田正仁             | - 岩田ヒト膜受容体構造 岩田想         | - 長谷部分化全能性進化 長谷部光泰 | - 金子複雑系生命 金子邦彦             |
| - 中村活性炭素クラスター 中村栄一 | - 下條潜在脳機能 下條信輔                 | - 加藤核内複合体 加藤茂明             | - 合原複雑数理モデル 合原一幸     | - 腰原非平衡ダイナミクス 腰原伸也     |
| - 小林高機能性反応場 小林修       | - 前田アクチンフィラメント動態 前田雄一郎 | - 大野半導体スピントロニクス 大野英男 | - 八島超構造らせん高分子 八島栄次 | - 審良自然免疫 審良静男               |
| - 山本環境応答 山本雅之           | - 十倉スピン超構造 十倉好紀               | - 中村不均一結晶 中村修二             | - 吉田ＡＴＰシステム 吉田賢右     | - 柳沢オーファン受容体 柳沢正史       |
| - 今井量子計算機構 今井浩         | - 相田ナノ空間 相田卓三                   | - 小池フォトニクスポリマー 小池康博   | - 関口細胞外環境 関口清俊         | - 樽茶多体相関場 樽茶清悟             |
| - 横山液晶微界面 横山浩           | - 細野透明電子活性 細野秀雄               | - 黒田カイロモルフォロジー 黒田玲子   | - 大津局在フォトン 大津元一       | - 北野共生システム 北野宏明           |
| - 楠見膜組織能 楠見明弘           | - 近藤誘導分化 近藤寿人                   | - 五神協同励起 五神真                 | - 井上過冷金属 井上明久           | - 難波プロトニックナノマシン 難波啓一 |
| - 堀越ジーンセレクター 堀越正美   | - 川人学習動態脳 川人光男                 | - 井上光不斉反応 井上佳久             | - 横山情報分子 横山茂之           | - 月田細胞軸 月田承一                 |
| - 舛本単一量子点 舛本泰章         | - 加藤たん白生態 加藤誠志                 | - 土居バイオアシンメトリ 土居洋文     | - 御子柴細胞制御 御子柴克彦       | - 高柳粒子表面 高柳邦夫               |
| - 平尾誘起構造 平尾一之           | - 山元行動進化 山元大輔                   | - 高井生体時系 高井義美               | - 山本量子ゆらぎ 山本喜久         | - 田中固体融合 田中俊一郎             |
| - 橋本相分離構造 橋本竹治         | - 広橋細胞形象 広橋説雄                   | - 河内微小流動 河内啓二               | - 板谷固液界面 板谷謹悟           | - 柳田生体運動子 柳田敏雄             |
| - 吉里再生機構 吉里勝利           | - 吉村パイ電子物質 吉村進                 | - 野依分子触媒 野依良治               | - 伏谷着生機構 伏谷伸宏           | - 岡山細胞変換 岡山博人               |
| - 木村融液動態 木村茂行           | - 永山たん白集積 永山国昭                 | - 鳥居食情報調節 鳥居邦夫             | - 新海包接認識 新海征治           | - 外村位相情報 外村彰                 |
| - 青野原子制御表面 青野正和       | - 池田ゲノム動態 池田穰衛                 | - 榊量子波 榊裕之                     | - 増原極微変換 増原宏             | - 水谷植物情報物質 水谷純也           |
| - 西澤テラヘルツ 西澤潤一         | - 古沢発生遺伝子 古沢満                   | - 国武化学組織 国武豊喜               | - 後藤磁束量子情報 後藤英一       | - 宝谷超分子柔構造 宝谷紘一           |
| - 稲場生物フォトン 稲場文男       | - 吉田ナノ機構 吉田庄一郎                 | - 黒田固体表面 黒田晴雄               | - 掘越特殊環境微生物 掘越弘毅     | - 早石生物情報伝達 早石修             |
| - 水野バイオホロニクス 水野傳一   | - 林超微粒子 林主税                       | - 増本特殊構造物質 増本健             | - 緒方ファインポリマー 緒方直哉   | - 西澤完全結晶 西澤潤一               |